# یکاترینا گولوبوا
یکاترینا نیکولایونا گولوبوا (روسی: Екатерина Голубева؛ ۹ اکتبر ۱۹۶۶ – ۱۴ اوت ۲۰۱۱) که معمولاً به عنوان کاترینا گلوبوا یا کاتیا گولوبوا شناخته می‌شود یک هنرپیشه زن اهل روسیه بود.
وی بازیگر فیلم‌هایی همچون ۹۷۷، Pola X (پولا ایکس)، بیست و نه نخل بوده‌است.

## زندگی‌نامه
گولوبوا در لنینگراد (سن پترزبورگ امروزی) به دنیا آمد. پس از تحصیل در انستیتوی سینماتوگرافی گراسیموف (به انگلیسی: Gerasimov Institute of Cinematography) او حرفه بازیگری خود را در فیلم‌های روسی آغاز کرد.
در اواخر دهه هشتاد او با همسر دوم خود کارگردان لیتوانیایی شاروناس بارتاس ازدواج کرد و در مجموعه ای از فیلم‌های ساخته شده به کارگردانی او بازی کرد. او همچنین یکی از نویسندگان فیلمنامه "خانه (۱۹۹۷)" بود که توسط شاروناس بارتاس کارگردانی شد.
در سال ۱۹۹۱، او در ویدیویی برای آهنگ آندری ماکارویچ به نام «بین آنچه بود و آنچه خواهد بود» بازی کرد.
پس از ایفای نقش در فیلم «سه روز» (ساخته شده توس شاروناس بارتاس در سال ۱۹۹۲)، این بازیگر برای فیلمبرداری در فرانسه دعوت شد، جایی که او در فیلم «من نمی‌توانم بخوابم» (۱۹۹۴) اثر کلر دنیس ایفای نقش کرد.
گولوبوا در دو فیلم دیگر از همسرش - راهرو (۱۹۹۵) و ما کم هستیم (۱۹۹۶) بازی کرد، سپس آنها از هم جدا شدند.
در فرانسه، این بازیگر به دوست صمیمی کارگردان لئوس کاراکس تبدیل شد و در فیلم او "Pola X (1999)"(پولا ایکس) بازی کرد.
او همچنین با دیگر کارگردانان فرانسوی - برونو دومون و ساندرین دوما (Sandrine Dumas) همکاری و در فیلم آنها بازی کرد.
فیلم «۲۹ نخل» دومونت محصول سال ۲۰۰۳ مملو از صحنه‌های عشقی و شهوانی با حضور گولوبوا است.
او در سال ۲۰۰۶ یکی از نقش‌های اصلی فیلم «۹۷۷» ساخته نیکولای خومریکی را بازی کرد.
به گفته آندری پلاخوف منتقد فیلم، این بازیگر «به نمادی از سینمای جدید خانه هنری اروپا در دهه نود و صفر تبدیل شد»؛ روی صفحه نمایش «او طبیعت رمز آلود و غیر قابل درک زن را به تصویر کشید»
(دهه صفر به معنای سال‌های ۲۰۰۰ تا ۲۰۰۹ میلادی است)

## مرگ
گولوبوا در سن ۴۴ سالگی در تاریخ اوت ۲۰۱۱ در شرایط نامشخصی در پاریس درگذشت. برای مدت طولانی، تاریخ دقیق مرگ مشخص نبود، اما در مستند «من کاتیا گولوبوا هستم» گواهی فوت صادر شده توسط مقامات فرانسوی نشان داده شد که نشان می‌داد گولوبوا در ۳ آگوست پیدا شده‌است. گزارشی از نسخه‌هایی هم در مورد تصادف و هم در مورد خودکشی ارائه شد.
جسد در پاریس در ایستگاه مترو پیرنه در نزدیکی خانه این بازیگر پیدا شد و در ۲۰ آگوست در قبرستان پر لاشز به خاک سپرده شد.

## زندگی خصوصی
گولوبوا از شوهر اولش آندری کاپرین (Andrey Kaprin) یک دختر و یک پسر (به نام دیمیتری آندریویچ کاپرین) داشت.
وی در دومین ازدواج خود با شاروناس بارتاس، کارگردان لیتوانیایی ازدواج نمود ولی بعدها از وی طلاق گرفت و به پاریس نقل مکان نمود و تا زمان مرگ در آنجا زندگی کرد.
گولوبوا و بارتاس صاحب یک دختر به نام اینا ماریا بارتایت (Ina Marija Bartaitė) شدند؛ او به بازیگری روی آورد و در ۲۵ سالگی در یک حادثه رانندگی در آوریل ۲۰۲۱ هنگام دوچرخه سواری بر اثر تصادف با یک ماشین که راننده اش مست بود کشته شد.
گولوبوا در سومین و آخرین ازدواج خود با لئوس کاراکس مزدوج شد. آنها در سال ۲۰۰۴ میلادی صاحب یک دختر به نام آناستازیا گلوبوا-کاراکس شدند. او نیز به بازیگری روی آورد.

## یادبود
به یاد کاترینا گولوبوا، لئوس کاراکس در سال ۲۰۱۲ فیلم "Holy Motors Corporation" را ساخت (در قسمتی از فیلم، دختر کوچک این زوج، ناستیا یا همان آناستازیا گولوبووا-کاراکس ظاهر می‌شود).
همچنین در سال ۲۰۱۵ فیلم شاروناس بارتاس با عنوان «ما فقط رؤیای صلح را می‌بینیم» اکران شد که به کاتیا و خانواده اش تقدیم شده‌است. در سراسر فیلم، گاهی اوقات عکس‌های به یاد ماندنی کاترین ظاهر می‌شود.
در سال ۲۰۱۶، یک فیلم مستند روسی-لیتوانیایی در مورد کاترینا گولوبوا به نام «من کاتیا گولوبوا هستم» (به کارگردانی ناتالیا یو) فیلمبرداری شد.